# Jörg Fiedler
Jörg Fiedler, född den 21 februari 1978 i Leipzig, Tyskland, är en tysk fäktare som tog OS-brons i herrarnas lagtävling i värja i samband med de olympiska fäktningstävlingarna 2004 i Aten.